# China Town (album)
Chinatown is een  lp van de Belgische New beat-formatie Nux Nemo uit 1987. Het was de eerste New Beat-full-lp.

## Tracklist
1. Hiroshima
2. Sailing the Yellow River
3. Singapore
4. The Story
5. Falia Falia
6. China Town
7. The Mystery
8. Asian Fair
9. The Dragon
10. The Madmen's dream

## Meewerkende artiesten
- Producer:
  - Jo Bogaert
- Muzikanten:
  - Bert Lams (gitaar)